# Me or Him
"Me or Him" es una canción del músico y compositor británico Roger Waters. Es la tercera canción en el álbum de 1987, Radio K.A.O.S..

## Personal
- Roger Waters – - Voz, guitarra, bajo, shakuhachi, teclado.
- Graham Broad - Batería, percusión.
- Mel Collins - Saxofón
- Andy Fairweather Low - Guitarra eléctrica
- Suzanne Rhatigan - Coros principales.
- Ian Ritchie - Piano, teclados, saxo tenor, Fairlight, programación de batería.
- John Phirkell - Trompeta
- Peter Thoms - Guitarra eléctrica

- Datos: Q6008099